# حملة الاتحاد الطلابي الوطني للنساء
حملة الاتحاد الطلابي الوطني للنساء هي حملة مستقلة بذاتها منبثقة عن الاتحاد الوطني للطلبة في المملكة المتحدة وتقوم بإدارة حملات تحرير المرأة.  مثال أعمالها خلال السنة الدراسية 2013 – 2014، تناولت الحملة علاج موضوعات «تقافة الفتي» من خلال التعليم، وحقوق الطلبة المشاركين في تقديم الرعاية بالحملة من خلال مشاريع القيادة النسوية، كذلك موضوع التمثيل الدوني للمرأة.

## أنشطتها

### يوم المرأة العالمي
خُصص يوم المرأة العالمي للاحتفال بالمرأة ونجاحاتها وإنجازاتها ودورها المهم الذي تقدمه للمجتمع.

### إثارة غضب الجهات المسؤولة
هذا الإجراء يوفر المعرفة المُحَدّثة حول تأثير الإصلاحات والتخفيضات الحاصلة في ميزانيات الحكومة على الطالبات.

### المؤشرات الخفية
وفقاً لدراسة استقصائية تابعة للاتحاد الوطني للطلبة والتي حصلت على أكثر من 2,000 استجابة من الطالبات في المملكة المتحدة، تم توثيق تقرير يعرض نتائج الدراسة لاستكشاف مدى انتشار وطبيعة العنف الموجه ضد الطالبات.

### 1 في 7
حملة توعوية تُسلط الضوء على نتائج «المؤشرات الخفية» والمشاكل واسعة الانتشار والمتمثلة في المضايقات والمطاردة والعنف والاعتداء الجنسي الذي يتعرض له الطالبات في بيئات التعليم العالي.

### أربع طرق للتحدث علانيةً ضد العنف المنزلي
الحملة الوطنية للعنف المنزلي.